# 김천중학교
김천중학교(金泉中學校)는 대한민국 경상북도 김천시 부곡동에 있는 사립 중학교이다.

## 학교 연혁
- 1930년 5월 23일 : 최송설당 여사 김천에 사립 중ㆍ고등학교 설립취지 공표
- 1931년 2월 5일 : 재단법인 송설당 교육재단 인가, 제1대 고덕환 재단이사장 취임
- 1931년 3월 17일 : 김천고등보통학교 설립 인가(5년제 5학급)
- 1931년 3월 30일 : 안일영 초대 교장 취임
- 1931년 5월 9일 : 김천고등보통학교 개교
- 1938년 4월 1일 : 조선총독부 교육령 개정에 의하여 김천중학교로 개칭
- 1944년 4월 1일 : 학제 개편에 의해 4년제 중학교로 개편
- 1948년 9월 10일 : 학제 변경에 의해 6년제 중학교로 개편
- 1951년 9월 1일 : 3년제 중학교로 개편(24학급)
- 1953년 2월 18일 : 김천중학교 사립 환원 인가(15학급)
- 1957년 4월 1일 : 김천 중ㆍ고 병합 경영
- 1971년 8월 31일 : 1970. 06.10 중학교 교사 서편 신관 신축 착공하여 71. 8. 31 준공(연건평 30,908평)
- 1974년 8월 31일 : 중학교 교사 서편 신관 철근 스래브 2층, 4교실 준공(4교실 증축임, 99평)
- 1981년 5월 9일 : 중ㆍ고 분리 운영, 개교 50주년 행사
- 2004년 12월 23일 : 세심관 준공
- 2008년 8월 31일 : 송설 역사관 개관
- 2015년 3월 31일 : 선진형 교과교실제 운영
- 2018년 8월 1일 : 디지털 e교과서 선도학교 운영
- 2021년 12월 3일 : 제7대 김상근 재단이사장 취임
- 2023년 3월 1일 : 인공지능 선도학교 운영
- 2024년 11월 27일 : 제11회 김천 청소년 팝스오케스트라 정기 연주회
- 2025년 1월 10일 : 송설92회 (중89회) 졸업식
- 2025년 3월 1일 : 제31대 장영규 교장 취임
- 2025년 3월 1일 : 2025학년도 송설95기 입학식

## 참고 자료
- 김천중학교 - 한국교육학술정보원 학교알리미